# 前西关镇
西关镇是中国河北省石家庄市藁城区下辖的一个镇。

## 行政区划
西关镇下辖前西关村、后西关村、金庄村、台营村、李家疃村、西门村、固德村、大王村、梁家庄村、寨里村、董家庄村、北孟村、慈上村、丰上村。